# Grammy Latino de 2017
A 18ª edição anual do Grammy Latino (18th Annual Latin Grammy Awards) foi realizada em 16 de novembro de 2017 na T-Mobile Arena, em Paradise, Nevada. 
Os indicados foram anunciados em 21 de setembro de 2017. Residente liderou com 9 indicações. O cantor espanhol Alejandro Sanz foi o homenageado da edição do Grammy Latino, recebendo o prêmio de Personalidade do Ano da Academia Latina da Gravação.

## Performances

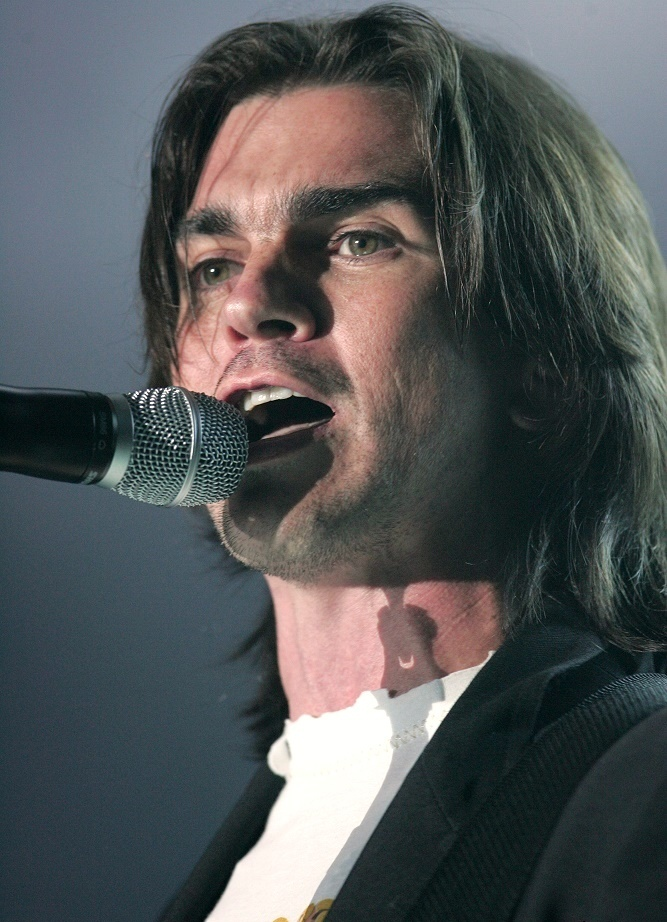
Juanes
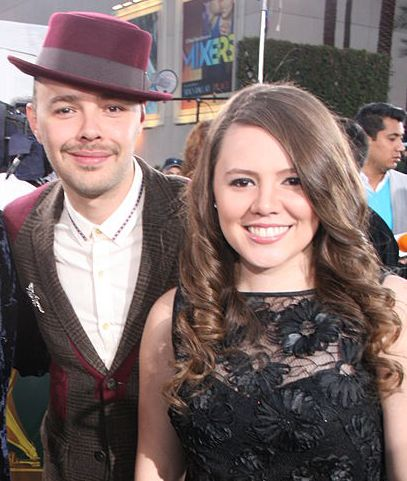
Jesse & Joy
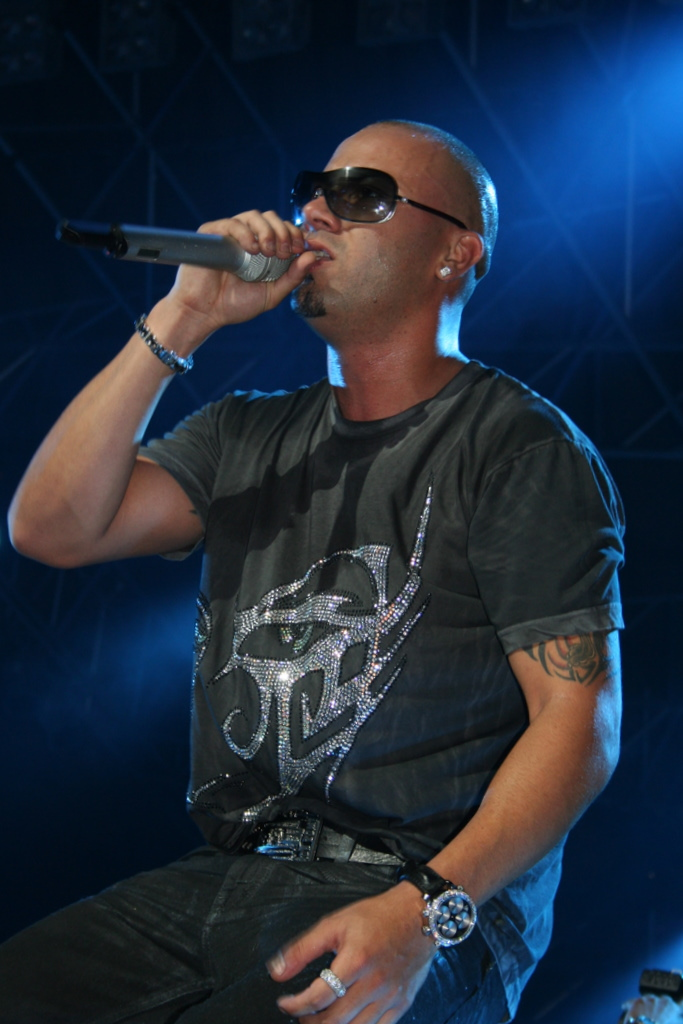
Wisin
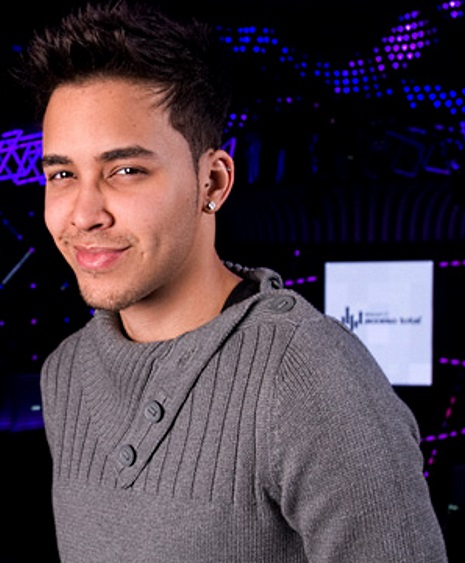
Prince Royce
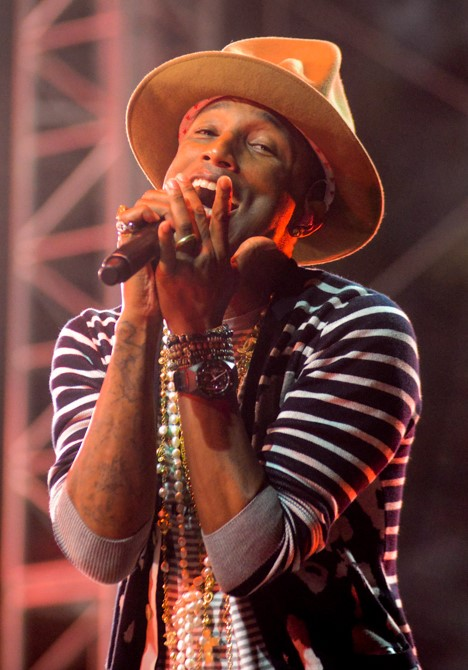
Pharrell Williams
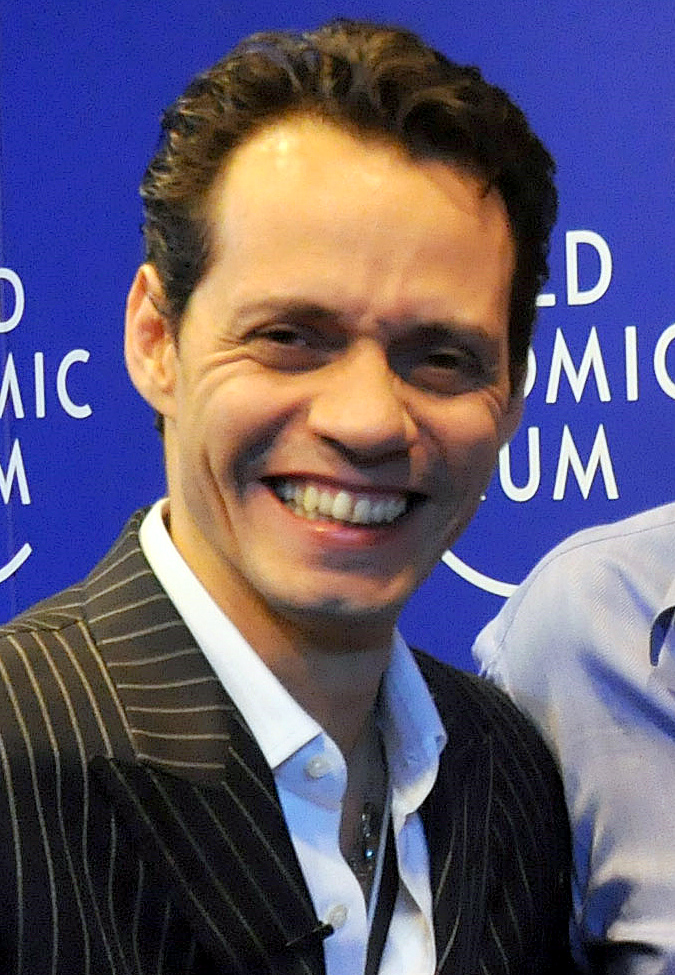
Marc Anthony
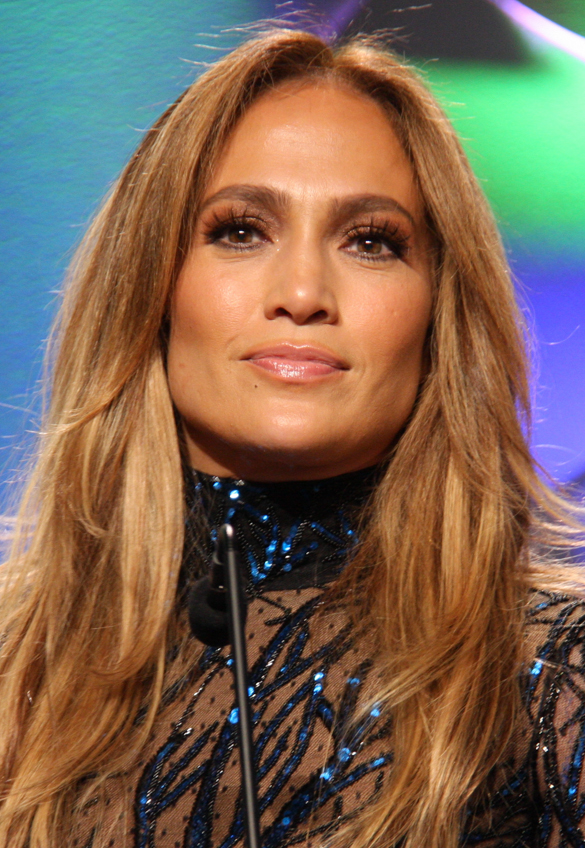
Jennifer Lopez

- Pablo López e Juanes — "Tu Enemigo"
- Jesse & Joy — "Me Soltaste"
- Wisin — "Vacaciones"
- Joss Favela — "Cuando Fuimos Nada"
- Fonseca e Alexis & Fido — "Vine a Buscarte"
- Reik — "Ya Me Enteré"
- Yandel — "Nunca Me Olvides"
- Prince Royce e Gerardo Ortíz — "Moneda"
- Carlos Vives — "La Bicicleta"
- J Balvin, Pharrell Williams, Bia e Sky — "Safari"
- Mon Laferte e Juanes — "Si Tu Me Quiesieras Fuego"
- Farruko e Ky-Mani Marley — "Chillax"
- Marc Anthony e Jennifer López — "I Need to Know"/"Tu Amor Me Hace Bien"/"Vivir Mi Vida"/"Olvídame y Pega la Vuelta"
- Manuel Medrano — "Bajo el Agua"
- Banda Los Recoditos — "Me Está Gustando"
- Rachel Platten e Diego Torres — "Siempre Estaré Ahí"
- Los Fabulosos Cadillacs — "El Rey del Swing"/"Matador"
- Eugenia León, Tania Libertad e Guadalupe Pineda — "Mi Canto Viene del Sur"
- Gente de Zona — "Tu y Yo"/"La Gozadera"

## Vencedores e indicados

### Categoria Geral
| Gravação do Ano - Luis Fonsi e Daddy Yankee — "Despacito" - Rubén Blades — "La Flor de la Canela" - Pablo Alborán — "Se Puede Amar" - Jorge Drexler — "El Surco" - Alejandro Fernández — "Quiero Que Vuelvas" - Juanes e Kali Uchis — "El Ratico" - Mon Laferte e Juanes — "Amárrame" - Maluma — "Felices los 4" - Ricky Martin e Maluma — "Vente Pa' Ca" - Residente — "Guerra" - Shakira e Maluma — "Chantaje" | Álbum do Ano - Rubén Blades com Roberto Delgado & OrquestaLos Dúo 2 — Salsa Big Band - Antonio Carmona — Obras Son Amores - Vicente García — A La Mar - Nicky Jam — Fénix - Juanes — Mis planes son amarte - Mon Laferte — La Trenza - Natalia Lafourcade — Musas (Un Homenaje Al Folclore Latinoamericano En Manos De Los Macorinos, Vol. 1) - Residente — Residente - Shakira — El Dorado - Danay Suárez — Palabras Manuales |
| Canção do Ano - Luis Fonsi,Erika Ender e Daddy Yankee — "Despacito" (Daddy Yankee & Luis Fonsi) - Mon Laferte — "Amárrame" (Mon Laferte e Juanes) - Kevin Mauricio Jiménez Londoño, Bryan Snaider Lezcano Chaverra, Joel Antonio López Castro, Maluma & Shakira — "La Tormenta" (Maluma e Shakira) - Ricardo Arjona — "Ella" - Natalia Lafourcade — "Tú Si Sabes Quererme" (Natalia Lafourcade e Los Macorinos) - Mario Cáceres, Kevin Mauricio Jiménez Londoño, Maluma, Servando Primera, Stiven Rojas & Bryan Snaider Lezcano Chaverra — "Felices los 4" (Maluma) - Descemer Bueno e Melendi — "Desde Que Estamos Juntos" (Melendi) - Residente e Jeff Trooko — "Guerra" (Residente) - Diana Fuentes con Tommy Torres — "La Fortuna" - Nermin Harambasic, Maluma, Ricky Martin, Mauricio Montaner, Ricky Montaner, Lars Pedersen, Carl Ryden, Justin Stein, Ronny Vidar Svendsen & Anne Judith Stokke Wik, — "Vente Pa'Ca" — (Ricky Martin com Maluma) | Artista Revelação - Vicente García - Paula Arenas - CNCO - Martina La Peligrosa - Mau y Ricky - Rawayana - Sofía Reyes - Rosalía - Danay Suárez - Sebastián Yatra |

### Pop
| Melhor Álbum Vocal Pop Contemporâneo - Shakira — El Dorado - David Bisbal — Hjos Del Mar - Alejandro Fernández — Rompiendo Fronteras - Camila Luna — Flora y Faῦna - Sebastián Yatra — Extended Play Yatra | Melhor Álbum Pop Tradicional - Lila Downs — Salón, Lágrimas y Deseo - Franco de Vita — Libre - Juan Gabriel — Vestido de etiqueta por Eduardo Magallanes - Ednita Nazario — Una Vida - Yordano — El Tren de los Regresos |

### Urbana
| Melhor Performance de Música Urbana - Luis Fonsi & Daddy Yankee e Justin Bieber — "Despacito" (Remix) - J Balvin e Bad Bunny — "Si tu novio te deja sola" - Nicky Jam — "El amante" — - Residente — "Dagombas en Tamale" - Shakira e Maluma — "Chantaje" | Melhor Canção de Música Urbana - Rafael Arcaute, Igor Koshkendey & Residente — "Somos Anormales" (Residente) - Luis Díaz, Alejandro Estrada, Bruno Og & Jonathan Torres — "Coqueta" (Ghetto Kids) - Emicida e Rael — "A Chapa É Quente!" (Língua Franca) - Nicky Jam, Juan Diego Medina Vélez & Cristhian Mena — "El Amante" (Nicky Jam) - Lápiz Consciente e Vico C — "Papa" - Pitbull e J Balvin com Camila Cabello, Phillip Kembo, Johnny Michell, Pitbull, Rosina "Soaky Siren" Russell, Jamie Sanderson & Tinashe "T-Collar" Sibanda — "Hey Ma" (Spanish Version) — (Pitbull & J Balvin com Camila Cabello)) | Melhor Álbum de Música Urbana - Residente — Residente - J Álvarez — Big Yauran - Rael — Coisas Do Meu Imaginário - Kase.O — El Círculo - Arianna Puello — Rap Komunion |

### Rock
| Melhor Álbum de Rock - Diamante Eléctrico — La Gran Oscilación - De la Tierra — II - Daniel Cadena — Mutante - Eruca Sativa — Barro y Fauna - Utopians — Todos Nuestros Átomos | Melhor Álbum de Pop/Rock - Juanes— Mis planes son amarte - Mikel Erentxun — El Hombre Sin Sombra - Jarabe de Palo — 50 Palos - Miranda! — Fuerte - Joaquín Sabina — Lo Niego Todo |

### Língua Portuguesa
| Melhor Álbum Pop Contemporâneo - Tiago Iorc — Troco Likes'' - Ana Vitória — AnaVitória - Mano Brown — Boogie Naipe - Jamz — Tudo nosso - Ludmilla — A Danada sou eu                                                                                 | Melhor Álbum de Rock - Nando Reis — Jardim - Pomar - The Baggios — Brutown - Blitz — Aventuras II - Curumim — Boca - Metá Metá — MM3 |
| Melhor Álbum de Samba/Pagode - Mart'nália — + Misturado - Luciana Mello — Na luz do samba - Diogo Nogueira — Alma brasileira - Roberta Sá — Delírio no Circo - Vários Artistas — Samba Book: Jorge Aragão                                           | Melhor Álbum de Música Popular Brasileira - Edu Lobo, Romero Lubambo e Mauro Senise — Dos Navegantes - Alexandre Pires — DNA Musical - Silva — Silva Canta Marisa - António Zambujo — Até Pensei Que Fosse Minha - Zanna — Zanna                                                                               |
| Melhor Álbum de Raízes Brasileiras - Bruna Viola'''— Ao Vivo'' - Melodias Do Sertão - Patricia Bastos— ''Batom Bacaba'' - Trio Nordestino— ''Canta O Nordeste'' - Pinduca— ''No Embalo Do'' - Yangos — ''Chamamé'' - Varios Artistas — ''Ascensão'' | Melhor Canção em Língua Portuguesa - Djavan — "Vidas Pra Contar" - Tiago Iorc — "Amei Te Ver" - Almir Sater, Paulo Simões e Renato Teixeira — "D de Destino" (Almir Sater e Renato Teixeira) - Dani Black — "Maior" (Dani Black e Milton Nascimento) - Douglas Germano — "Maria da Vila Matilde" (Elza Soares) |